# Слот-машина

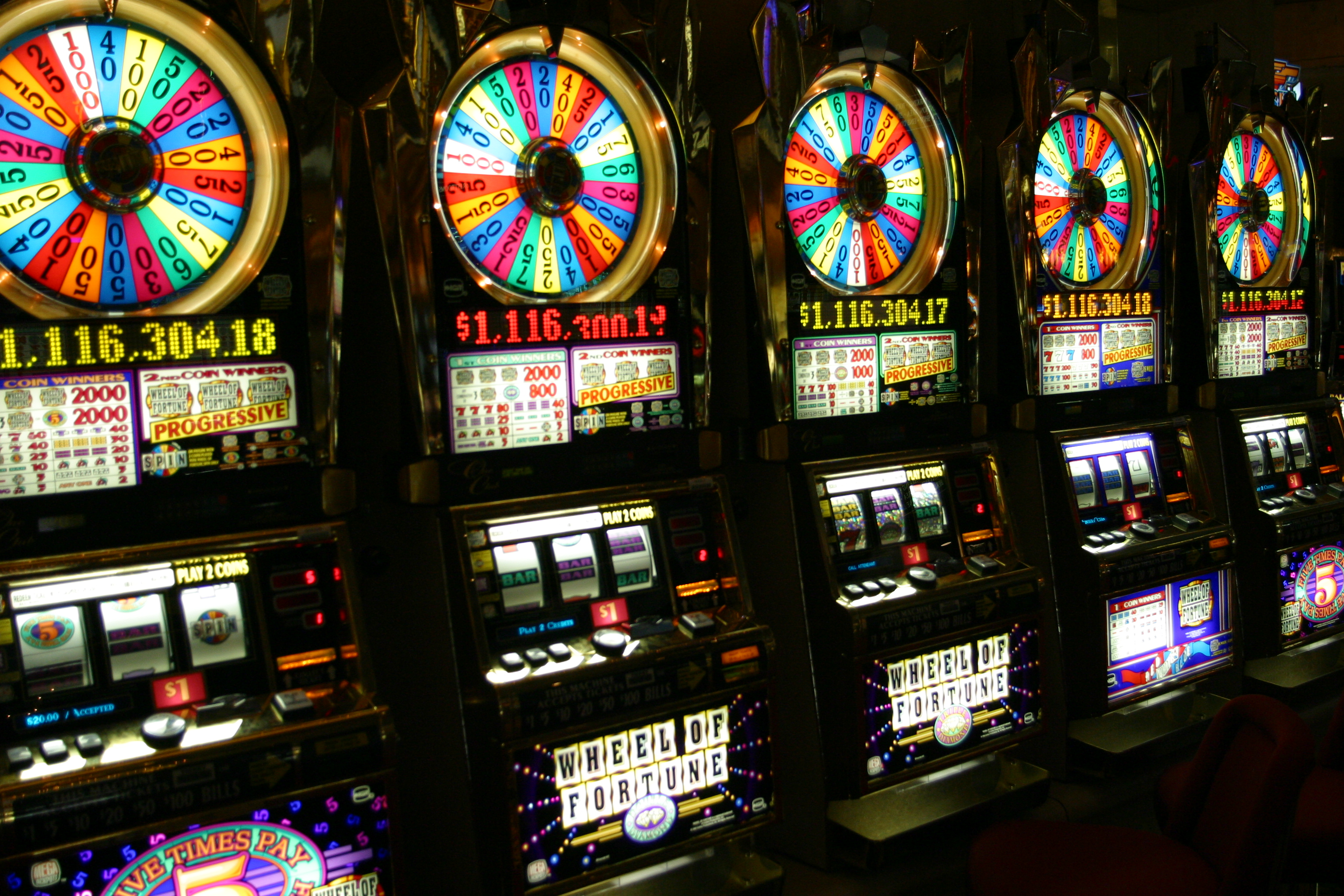
Слот-машины в одном из казино Лас-Вегаса

Слот-машина (от англ. slot — отверстие для опускания монет) — игровой автомат, в котором есть механизм, вращающий барабаны, и табло, показывающее выигрышную комбинацию символов. В результате игры играющему выпадает шанс получить сумму, превышающую размер ставки. На практике играющий тратит гораздо больше денег при попытках добиться положительного результата, иначе содержание игровых автоматов было бы не выгодным. Игровые автоматы также известны как однорукие бандиты, потому что первоначально у них был большой механический рычаг на боковой стороне машины (в отличие от современной кнопки на передней панели) — так называемая рука — из-за их способности опустошать карманы и кошельки. Другое название — комбоматы (комбинационные автоматы).
Игровые автоматы являются наиболее популярным способом азартных игр в казино и составляют около 70 процентов среднего дохода казино США.

## Виды слотов
В настоящий момент слоты можно разделить на две большие группы:
- механические слоты — те самые «однорукие бандиты» с рычагом для запуска игры, обычно имеют три барабана и от одной до пяти игровых линий[неизвестный термин]. Существуют и автоматы с кнопочным пуском, в настоящее время не так популярны.
- видео-слоты — более современный вид слотов, где для изображения барабанов используется экран. В видео-слотах может быть до пяти барабанов и до 243 линий для игры. Благодаря использованию компьютерных технологий, в таких игровых автоматах игроку предоставляется широкий набор дополнительных возможностей, повышающих интерес к игре, таких как бонусные игры и бонусные раунды, «разбросанные» символы, «дикие» символы и так далее[3].

Для игрока большую роль в выборе игрового автомата играет наличие накопительных джекпотов. Слот-машины, имеющие общую накопительную систему, называются прогрессивными. С игровых автоматов, находящихся в сети, в призовой фонд отчисляется определённый процент, который и составляет джекпот. Чтобы выиграть джекпот, как правило, игрок должен поймать самую высшую комбинацию символов по самой большой ставке.
На данный момент физические слот-машины — это компьютеры, а выпадение комбинаций происходит за счет генератора случайных чисел («Random Number Generator»). Такая же система используется и в онлайн-слотах.
Кроме того, в эпоху развития интернета большое распространение получили слот-игры в онлайн-казино. Каждый год появляются новые слоты и их разновидности, в которых упор идёт на современные 3D технологии.
Для привлечения новых игроков и закрепления старых некоторые интернет-казино разрешают ограниченное количество бесплатных оборотов в слотах на реальные деньги.

## Описание
Слот-машины имеют различное количество барабанов и игровых линий. Все кнопки на слот-машине имеют постоянное значение, хотя встречаются и исключения. Как правило, на английском языке на каждой кнопке написано какое действие будет выполнено после её нажатия:
- Spin — кнопка запуска игры.
- Bet — выставление ставки игрока, по которой он собирается играть.
- N lines — игра по N линиям.
- Line 1, Line 2, Line 3, … — даёт игроку возможность выбирать игровые линии самостоятельно.

В современных слот-машинах обычно присутствуют 9 (1-3-5-7-9) или 20 (1-5-10-15-20) линий, причём первые 10 чаще всего имеют центральную симметрию, а следующие 10 — осевую. Очень редко встречаются слоты, в которых до 100 играющих линий. Иногда «приобретаются» игроком позиции на барабане, что в поле 5*3 соответствует игре от 5 до 243 комбинаций.
- Collect — фиксация игры и депозита игрока для последующего его снятия.
- Bet one — игра по одной ставке.
- Bet х2 — игра по ставке, умноженной на два.
- Bet х3 — игра по ставке, умноженной на три.
- Bet х5 — игра по ставке, умноженной на пять.

(в современных слот-машинах обычно присутствует максимальное умножение ставки х10 или х100.
- Bet Max — выставление максимальной ставки, на которую рассчитан игровой автомат. В некоторых автоматах нажатие кнопки Bet Max запускает барабаны с максимальной ставкой.
- Last bet — возможность повторить предыдущую ставку.

Слот-машины имеют специальные обозначения на экране автомата:
- Credit — счёт игрока в условных единицах.
- Win — выпала выигрышная комбинация.
- Paid — общая выплата.

Все слот-машины имеют таблицу выплат по символам, таким образом, игрок всегда может узнать, что ему причитается при выпадении тех или иных комбинаций.
Чтобы начать игру, игроку необходимо сделать ставку и раскрутить барабаны. Если на линии выигрыша после остановки барабанов выпала выигрышная комбинация, выигрыш определяется по таблице выигрышей.

### Игровые символы
Традиционными символами для слот-машин являются изображения фруктов, вишни, колокола и цифры «7». Наибольший выигрыш обычно назначался при выпадении всех семёрок или колоколов по одной игровой линии, наименьший — при выпадении вишен. Часто комбинация хотя бы с одним изображением ягоды вишни по играющей линии означало «нулевой выигрыш», то есть возвращение сделанной ставки на счёт игрока.
Позже к ним добавились изображения золотых слитков, в некоторых машинах — чёрные прямоугольники с надписью «BAR». На символах было изображено различное количество слитков — чаще всего один, два или три, иногда — больше. При этом любая комбинация изображений слитков вдоль одной играющей линии является выигрышной и её ранг определяется изображением с наименьшим числом слитков. Например, для трёх барабанов комбинация «3»-«1»-«3» равнозначна комбинации «1»-«1»-«1».
Wild символ (от английского wild — «дикий») — специальный символ в игровых автоматах (слотах), который может заменять другие символы для формирования выигрышных комбинаций.
После появления 5-барабанных машин с большими барабанами к цифре «7» были добавлены изображения с цифрами «2» — «9» и числом «10», а также буквы игральных карт — «J», «Q», «K», «A». К таблице выигрышей были добавлены покерные комбинации. Иногда также присутствует и «Joker».
Набор символов современных слот-машин велик и разнообразен.
Многие американские казино предлагают игрокам бесплатное членство в слот-клубах, которые возвращают некоторый процент от проигранной суммы, которая выплачивается в виде бонусов — бесплатная еда, напитки, гостиничные номера, или просто ценные подарки, реже бонусы выплачиваются наличными деньгами (с условием, что наличные деньги будут выплачены позднее).
Для получения преимущества от членства в клубе требуется, чтобы игроки использовали специальные карты, вставляемые в слоты, что позволяет игорному дому отслеживать действия игрока (какие он ставки делает и как долго играет), что часто используется, чтобы установить определённый уровень игры для игрока, имеющего право на дополнительные бонусы. Бонусы или возврат денег от этих клубов могут значительно вырасти в размере, если играть на протяжении долгого времени.
В России слот-клубы появились достаточно поздно, только в 1992 году, до этого игровые автоматы стояли только в казино и в небольших магазинах, но позже слот-клубы начали разрастаться по всей стране. Самыми популярными и многочисленными были клубы «Вулкан 777» и «Тадж Махал»; также были менее известные, которые открывались в огромных количествах, после того как в 2001 упростили процедуру получения лицензии. После 2009 года, когда ввели запрет на азартные заведения, почти на всей территории страны слот-клубы исчезли и появились в специально разрешённых игорных зонах, вдобавок множество заведений перешло в онлайн-бизнес. Существуют также нелегальные слот-клубы, с которыми ведут борьбу правоохранительные органы.